# 聖佩德羅德普蒂納蓬科區

聖佩德羅德普蒂納蓬科區（西班牙語：Distrito de San Pedro de Putina Punco），是秘魯的一個區，位於該國東南部普諾大區的桑迪亞省，始建於2005年5月13日，面積5,361.88平方公里，海拔高度950米，2005年人口8,939，人口密度每平方公里1.7人。